# 大渕憲一
大渕 憲一（おおぶち けんいち、1950年4月4日 - ）は、日本の社会心理学者。東北大学名誉教授、放送大学宮城学習センター所長。専門分野は人間の攻撃性、葛藤解決、紛争解決、社会的公正、犯罪心理学である。近年は公共事業政策に関する研究など、社会的還元性を強く意識した研究を行っている。秋田県出身。
※氏名の英語表記はOhbuchi Ken-ichiに統一されている。

## 略歴
1969年秋田県立能代高等学校卒業、1973年東北大学文学部哲学科卒業、1977年同大学院文学研究科博士課程中退。1996年 「攻撃性の社会心理学」で東北大学より文学博士の学位を取得。1977年大阪教育大学教育学部助手、1979年講師、1980年助教授、1988年東北大学文学部社会学科社会心理学講座助教授、1997年教授、2000年文学研究科教授、2011年から2013年文学部長・文学研究科長、2016年定年退任、名誉教授。

## 受賞
- 日本社会心理学会学会賞優秀論文賞 （2003）
- 紛争解決国際学会1998年次大会実証研究優秀賞 （1998）
- 日本心理学会研究奨励賞 （1999）
- 紫綬褒章（2016年秋）[3][4][5]
- 瑞宝中綬章（2023年秋）[6][7]

## 著書
- 『心理テストの使い方』ぎょうせいヘルス・ライブラリー 1983
- 『人を傷つける心 攻撃性の社会心理学』サイエンス社 セレクション社会心理学 1993
- 『攻撃と暴力 なぜ人は傷つけるのか』丸善ライブラリー 2000
- 『満たされない自己愛 現代人の心理と対人葛藤』ちくま新書 2003
- 『思春期のこころ』ちくまプリマー新書 2006
- 『犯罪心理学 犯罪の原因をどこに求めるのか』培風館 心理学の世界 2006
- 『親を殺す「ふつうの子ども」たち 「ありふれた家庭」の「ありふれた期待」がもたらす危険』PHP研究所 2009
- 『謝罪の研究 釈明の心理とはたらき』東北大学出版会 人文社会科学ライブラリー 2010 ISBN 978-4-86163-132-0
- 『失敗しない謝り方』CCCメディアハウス 2015
- 『紛争と葛藤の心理学 人はなぜ争い、どう和解するのか』サイエンス社 セレクション社会心理学 2015

### 編著・監修
- 『保健指導実践講座 7 保健分野における心理テストの活用』編著 ぎょうせい 1988
- 『紛争解決の社会心理学』編著 ナカニシヤ出版 現代応用社会心理学講座 1997
- 『日本人の公正観 公正は個人と社会を結ぶ絆か?』編著 現代図書 2004
- 『葛藤と紛争の社会心理学 対立を生きる人間のこころと行動』編著 北大路書房 シリーズ21世紀の社会心理学 2008
- 『紛争・暴力・公正の心理学』監修 北大路書房 2016

### 共編著
- 『子どもの暴力と登校拒否 その原因と対策』菊池武剋共著 ぎょうせいヘルス・ライブラリー 1983
- 『心の内と外 心理学の諸相』石田雅人共編 勁草書房 1986
- 『学習指導の心理学』石田雅人共編著 ぎょうせい 1989
- 『パーソナリティと対人行動』堀毛一也共編 誠信書房 対人行動学研究シリーズ 1996
- 『紛争解決の社会心理学』編著 ナカニシヤ出版 現代応用社会心理学講座 1997
- 『人間科学研究法ハンドブック』高橋順一,渡辺文夫共編著 ナカニシヤ出版 1998
- 『感情心理学パースペクティブズ 感情の豊かな世界』畑山俊輝,仁平義明,行場次朗,畑山みさ子共編 北大路書房 2005
- 『心理学総合事典』海保博之,楠見孝監修 佐藤達哉,岡市廣成,遠藤利彦,小川俊樹共編 朝倉書店 2006
- 『心理学の視点20』阿部恒之,行場次朗,辻本昌弘,仁平義明共著 国際文献印刷社 2007
- 『葛藤と紛争の社会心理学 対立を生きる人間のこころと行動』編著 北大路書房 シリーズ21世紀の社会心理学 2008
- 『社会階層と不平等』原純輔,佐藤嘉倫共編著 放送大学教育振興会 2008

### 翻訳
- G.R.パターソン『家族変容の技法をまなぶ 入門:親と子どものための社会的学習理論』川島書店 1987
- A.H.バス『対人行動とパーソナリティ』監訳 北大路書房 1991
- E.アラン・リンド,トム・R.タイラー『フェアネスと手続きの社会心理学 裁判、政治、組織への応用』菅原郁夫共訳 ブレーン出版 1995
- トム・R.タイラー,フェザー・J. スミス,ロバート・J. ボエックマン,ユェン・J. ホー『多元社会における正義と公正』菅原郁夫共監訳 ブレーン出版 2000
- M.ジョーンズ, A.C.フェビアン共編『コンフリクト』熊谷智博共訳 培風館 2007
- ダニエル・バル・タル編著『紛争と平和構築の社会心理学 集団間の葛藤とその解決』熊谷智博共監訳 北大路書房 2012

## 所属学会
- 日本犯罪心理学会会長 （2003-2012）
- アジア社会心理学会副編集長 （2004- ）
- 日本心理学会副編集長（2003- ）
- Psychology, Crime, and Law編集員（1992- ）
- 日本社会心理学会理事（1993-2000）
- 日本グループ・ダイナミックス学会常任理事（2001-2004）
- 日本心理学諸学会連合理事（2003- ）

## 主要論文
- Apology as aggression control : Its role in mediating appraisal of and response to harm(Journal of Personality and Social Psychology, 1989)

## 論文(2000年以降のもの)
- 大渕憲一(2005). 公共事業政策に対する公共評価の心理学的構造：政府に対する一般的信頼と社会的公正感 実験社会心理学研究vol45(1)
- 大渕憲一(2005). 政策の公共受容と社会的合意形成：社会心理学的アプローチの可能性 実験社会心理学研究vol45(1)
- Ohbuchi, Ken-ichi, Tamura, T., Quigley, B.M., Tedeschi, J.T., Madi, N., Bond, M.H., & Mummendey, A (2004).  Anger, blame, and dimensions of perceived norm violation: Culture, gender, and relationships. *Journal of Applied Social Psychology vol34 (8)
- Ohbuchi, Ken-ichi & Suzuki, M (2003).  Three dimentions of conflict issues and their effects on resolution strategies in organizational settings.  International Journal of Conflict Management,14(1)
- 大渕憲一・福野光輝(2003)  社会的公正と国に対する態度の絆仮説：多水準公正評価.  社会心理学研究 vol18
- 大渕憲一、福野光輝、今在慶一朗(2002)  国の不変信念と社会的公正感：デモグラフィック変数、国に対する態度、及び抗議反応との関係応用心理学研究  vol28(2)
- 大渕憲一(2001).  最終提案交渉における受け手の拒否動機 : 同一性保護の観点から  社会心理学研究 vol16(3)
- Ohbuchi Ken-ichi, Suzuki, M., & Hayashi, Y(2001).  Conflict management and organizational attitudes among Japanese: Individual and group goals and justice.  Asian Journal of Social Psychology vol4(2)

## 参考
- 『現代日本人名録』2002年
- 東北大学